# 約翰尼吉長
約翰尼吉長（日语： Johnny Yoshinaga，本名： Yoshinaga Nobuki，1949年3月21日—2012年6月4日），日本的搖滾音樂人、鼓手。出生于日本福冈县小仓市。

## 生平
前妻为歌手金子真利，结婚时吉长改姓金子，1999年二人离婚后又改回原名。有鼓手兼演员的金子統昭和贝斯手金子賢輔两个儿子。
吉長曾在电视剧《二千年之戀》及电影《LAST SCENE》中出演。
約翰尼吉長於2012年6月4日因肺炎去世，享年63歲。